# Салтъклийски мост
Салтъклийският мост (на гръцки: Γεφύρι Καλόκαστρου) е каменен мост в Егейска Македония, Гърция.
Мостът е разположен на река Салтъкли, на километър южно от едноименното село Салтъкли (Калокастро). Представлява стар османски каменен мост с три арки. Непосредствено северно от него са останките от средновековната крепост Хисар. Мостът е в употреба и по него минава пътят за Лахна (Лаханас).